# HAPPY GO
HAPPY GO(快樂購)是台灣首創的「跨產業、跨通路、跨品牌、跨境」全方位紅利點數平台，由遠東集團旗下鼎鼎聯合行銷股份有限公司於2005年推出。以「One Loyalty」—— 以客戶為核心，前瞻思維打造會員經營新模式為理念，以HAPPY GO聯合集點卡，跨通路串聯百貨、超市、金融、電信、交通、電商等多元產業，讓消費者在日常消費中輕鬆累積點數、折抵現金、兌換好禮、享受專屬優惠，至今已累積超過1,100萬名卡友，為每位消費者創造聰明、精采、快樂的消費體驗，成為購物必備神卡。
HAPPY GO擁有超過16,000家特約商，也可以在日本等其他國家與地區使用。
歷經20年深耕，HAPPY GO 不僅持續深化會員經營，更是一間結合數據、創意與行銷的整合行銷公司，幫助品牌與消費者建立更緊密的互動關係。期間發展出GO SURVEY 市場研究顧問及iCONNECT智能數據行銷兩大品牌，協助品牌精準行銷及營運增長，共同塑造消費市場的嶄新格局。
➤ HAPPY GO 聯合集點卡
透過消費累積點數，點數可折抵消費現金、兌換來店禮及捐助公益等多方使用渠道，HAPPY GO App全新會員分級制，另針對不同會員等級提供專屬回饋禮遇；App內建的行動支付 HAPPY GO Pay，提供卡友掃描可同時完成會員點數累積、消費折抵、優惠與電子發票等功能。
➤ 市場研究顧問 GO SURVEY
精準、有效率的市場洞察分析，鎖定目標受訪者進行市場調查研究，提供數據分析報表與消費洞察報告各類服務。
➤ 智能數據行銷 iCONNECT
以實名消費者第一方數據，幫助品牌瞭解現有忠誠顧客的性別、年齡、購買偏好，提供全通路銜接數位與傳統媒體服務。

## 合作特約店
- 遠東百貨
- 太平洋SOGO
- 遠傳電信
- 愛買
- 遠東巨城購物中心
- 全家便利商店
- 7-ELEVEN
- 台灣大車隊
- Foodpanda空腹熊貓
- 威秀影城
- 金石堂書店
- 花旗銀行
- 玉山銀行
- 台北富邦商業銀行
- friDay購物[3]
- RE紅包

## 競爭對手

### 現時
- UUPON（由悠遊卡投資控股的點鑽整合行銷營運，於全家便利商店與快樂購並行使用）
- HiCard（萊爾富採用並自行營運）
- OPENPOINT（愛金卡公司營運，於統一超商採用）

### 過往
- 得易Ponta（東森整合行銷營運，於萊爾富、OK超商使用，目前已停止服務，僅供將剩餘點數轉移至東森購物會員之服務）
- ATT4FUN

## 外部連結
- （繁體中文） HAPPYGO 快樂購（页面存档备份，存于）
- （繁體中文） HAPPY GO APP下載 （页面存档备份，存于）
- HAPPY GO 快樂多一點的Facebook專頁